# 中埔 (高雄市)
中埔，是臺灣高雄市內門區的一個傳統地域名稱，位於該區西部偏南。相較於今日行政區，其範圍大致包括中埔里、內東里。

## 歷史
台灣日治初期，中埔地區為一（舊制）街庄，稱為「中埔庄」，隸屬於羅漢內門里。該庄西及西北與番社庄、龍船庄為鄰，東北與內埔庄為鄰，東南邊為觀音亭庄，南邊為腳帛藔庄，西南邊一小段與古亭坑庄為界。
1901年（日治明治三十四年）11月，全台設置二十廳，該庄隸屬於蕃薯藔廳。1903年（明治三十六年）6月，該庄編入「觀音亭區」，隸屬於蕃薯藔廳。1909年（明治四十二年）10月，合併二十廳為十二廳，觀音亭區改隸屬於阿緱廳。1920年（大正九年），廢十二廳改設五州二廳，該庄改制為「中埔」大字，隸屬於高雄州旗山郡內門庄（新制街庄）。
戰後內門庄改制為內門鄉，隸屬於高雄縣，大字亦改制為村。1950年高、屏分治，內門鄉仍隸屬於高雄縣。2010年12月25日，因高雄縣市合併為新直轄市高雄市，內門鄉改制為內門區，村亦改制為里。

## 聚落
本地區發展較早的聚落有鹽水埔、番仔鹽、茄苳崙、夏梅休、虎頭山、埤仔坑、中埔、木柵內、烏山腳等，在日治期初期的官方地圖上已有記載。

## 交通
市道182號是臺南市市區至高雄市內門區七星洋的道路。
區道高120線是中埔至打鹿埔的道路。
區道高125線是番仔鹽至內東里的道路。
區道高136線是內東里至竹戈寮的道路。

## 學校
- 西門國小